# Смирненці
Сми́рненці (болг. Смирненци) — село в Хасковській області Болгарії. Входить до складу общини Харманли.

## Населення
За даними перепису населення 2011 року у селі проживала 191 особа, з них 175 осіб (97,2%) — болгари.
Розподіл населення за віком у 2011 році:
Динаміка населення: